# James Laxton
James Laxton (* in San Francisco) ist ein US-amerikanischer Kameramann, der im Jahr 2017 für seine Arbeit für den Film Moonlight für einen Oscar nominiert wurde.

## Leben
James Laxton wurde in San Francisco geboren, wo er auch aufwuchs. Er ist der Sohn der Oscar-nominierten Kostümdesignerin Aggie Guerard Rodgers.
Mit dem Regisseur Barry Jenkins, mit dem er gemeinsam die Filmschule an der Florida State University besuchte und für dessen Filme er bereits zweimal als Kameramann fungierte, verbindet ihn auch privat eine Freundschaft. Zu den von Laxton und Jenkins gemeinsam gedrehten Filmen gehören Medicine for Melancholy und Moonlight. Als Kameramann arbeitet Laxton in erster Linie für Independent-Produktionen.
Im IndieWire’s 2016 Critics Poll belegte Laxton unter den Kameramännern Platz 1. Für seine Arbeit am Film Moonlight wurde Laxton mit mehreren renommierten Filmpreisen ausgezeichnet und erhielt zudem eine Reihe weiterer Nominierungen, unter anderem im Rahmen der Oscarverleihung 2017 für die Beste Kamera. Ende Juni 2017 wurde Laxton ein Mitglied der Academy of Motion Picture Arts and Sciences.
Laxton ist mit der Filmproduzentin Adele Romanski verheiratet, deren Film Moonlight im gleichen Jahr als Bester Film mit einem Oscar ausgezeichnet wurde. Laxton lebt heute mit seiner Ehefrau in Los Angeles.

## Filmografie (Auswahl)
- 2014: Tusk
- 2016: Yoga Hosers
- 2016: Moonlight
- 2017: Anything
- 2018: If Beale Street Could Talk
- 2021: The Underground Railroad (Fernsehserie)
- 2024: Mufasa: Der König der Löwen (Mufasa: The Lion King)

## Auszeichnungen (Auswahl)
American Society of Cinematographers Award
- 2017: Nominierung in der Kategorie Beste Kameraarbeit bei einem Kinofilm (Moonlight)[9]
- 2022: Auszeichnung in der Kategorie Motion Picture, Limited Series or Pilot Made for Television (The Underground Railroad, Chapter 9)[10]

Black Film Critics Circle Award
- 2016: Auszeichnung für die Beste Kamera (Moonlight)[11]

Chicago Film Critics Association Award
- 2016: Nominierung in der Kategorie Beste Kamera (Moonlight)[12]

Chlotrudis Award
- 2017: Nominierung für die Beste Kamera (Moonlight)

Critics’ Choice Movie Award
- 2016 (Dez.): Nominierung für die Beste Kamera (Moonlight)[13]
- 2019: Nominierung für die Beste Kamera (If Beale Street Could Talk)

Independent Spirit Award
- 2016: Auszeichnung in der Kategorie Beste Kamera (Moonlight)[14]

Los Angeles Film Critics Association Award
- 2016: Auszeichnung für die Beste Kamera (Moonlight)[15]

National Society of Film Critics Award
- 2017: Auszeichnung für die Beste Kamera (Moonlight)[16]

New York Film Critics Circle Award
- 2016: Auszeichnung für die Beste Kamera (Moonlight)[17]

Online Film Critics Society Award
- 2017: Nominierung für die Beste Kamera (Moonlight)[18]
- 2019: Nominierung für die Beste Kamera (If Beale Street Could Talk)[19]

Oscar
- 2017: Nominierung für die Beste Kamera (Moonlight)[20]

Sarasota Film Festival
- 2008: Auszeichnung für die Beste Kamera mit dem Spezialpreis der Jury (Medicine for Melancholy)

Satellite Award
- 2016: Nominierung für die Beste Kamera (Moonlight)[21]

Washington DC Area Film Critics Association Award
- 2016: Nominierung für die Beste Kamera (Moonlight)[22]